# Lush Life (John Coltrane)
| Recensione                          | Giudizio |
| ----------------------------------- | -------- |
| AllMusic                            | [ 1 ]    |
| The Penguin Guide to Jazz           | [ 2 ]    |
| The Rolling Stone Jazz Record Guide | [ 3 ]    |

Lush Life è un album discografico di John Coltrane, pubblicato nel 1961.

## Descrizione
Il disco venne assemblato mettendo insieme diverso materiale rimasto in inedito proveniente da tre separate sedute di registrazione che avevano avuto luogo negli studi di Rudy Van Gelder nel 1957 e 1958. Dato che la fama di Coltrane si stava velocemente ampliando durante gli anni sessanta, la Prestige, etichetta per la quale Coltrane non incideva più da tempo, sfruttò queste registrazioni rimaste nei loro archivi per creare un nuovo album da sfruttare commercialmente senza l'autorizzazione o almeno l'approvazione artistica del musicista.
Il disco è entrato nella Grammy Hall of Fame Award 2016.
I brani provengono da sedute di registrazione tra una pausa e l'altra durante i suoi brevi periodi di apprendistato passati con Thelonious Monk e Miles Davis alla fine degli anni cinquanta. Coltrane era all'apice del suo periodo "Sheets of Sound", e questo disco ne è un esempio. I primi tre brani furono registrati senza l'accompagnamento del pianoforte (la leggenda vuole che il pianista non si fosse presentato in studio) e sono due rielaborazioni di vecchi classici come Like Someone in Love, I Love You e un originale scritto da Coltrane, Trane's Slow Blues. Gli ultimi due brani provengono da una sessione successiva in cui invece il pianista si presentò, e vedono la presenza anche del giovane trombettista Donald Byrd. La title track Lush Life, è la versione del classico di Billy Strayhorn, di cui Coltrane avrebbe poi registrato un'altra versione con il cantante Johnny Hartman.

## Tracce
1. Like Someone in Love (Jimmy Van Heusen, Johnny Burke) — 5:00
2. I Love You (Cole Porter) — 5:33
3. Trane's Slow Blues (John Coltrane) — 6:05
4. Lush Life (Billy Strayhorn) — 14:00
5. I Hear a Rhapsody (Jack Baker, George Fragos, Dick Gasparre) — 6:01

## Crediti
- John Coltrane — sax tenore
- Donald Byrd — tromba (traccia 4)
- Red Garland — pianoforte (tracce 4,5)
- Earl May — contrabbasso  (tracce 1-3)
- Paul Chambers — basso (tracce 4,5)
- Art Taylor — batteria  (traccia 1-3)
- Louis Hayes — batteria  (traccia 4)
- Albert Heath — batteria  (traccia 5)